# 山口県道247号安岡港長府線
山口県道247号安岡港長府線（やまぐちけんどう247ごう やすおかこうちょうふせん）は、山口県下関市を通る一般県道である。

## 概要
下関市横野町1丁目から下関市長府中浜町に至る。長府地区と安岡地区を結ぶ幹線道路であることから「長安線」（ちょうあんせん）と呼ばれ、当道路を経由するサンデン交通のバス路線名にも使われている。

### 路線データ
- 起点：下関市横野町1丁目（安岡交差点、国道191号交点）
- 終点：下関市長府中浜町（山口県道246号長府前田線交点）

## 路線状況
起点 - 国道2号間は整備が進み、旧下関市中部を横断する幹線道路になっている。
長府城下町に入る国道2号 - 終点間は城下町だったことに由来する狭隘箇所があるので注意。

### 道路施設

#### 橋梁
- 新石原橋（綾羅木川、下関市）

## 地理

### 通過する自治体
- 下関市

### 交差する道路
| 交差する道路                          | 交差する場所         | 交差する場所             |
| ------------------------------------- | -------------------- | ------------------------ |
| 国道191号                             | 横野町1丁目          | 安岡交差点 / 起点        |
| 山口県道244号下関川棚線               | 大字蒲生野（かもの） | 蒲生野交差点             |
| 山口県道34号下関長門線                | 形山みどり町         | 形山みどり町交差点       |
| 山口県道255号田倉新下関停車場線未供用 | 大字田倉             |                          |
| 国道2号                               | 長府三島町           | 滑石（なめらいし）交差点 |
| 山口県道246号長府前田線               | 長府中浜町           | 終点                     |

### 交差する鉄道
- 山陰本線
- 山陽新幹線
- 山陽本線

### 沿線
- JR西日本山陰本線 安岡駅
- 山口県立下関工業高等学校
- 下関市園芸センター - 1958年（昭和33年）に下関市農業試験場として発足し、1973年（昭和48年）に下関市園芸センターに改称、2021年（令和3年）度末で閉鎖[1]。
- 山口県立下関総合支援学校
- 観察院
- 山口県済生会下関総合病院
- 下関北運動公園（下関球場、山口県立下関武道館）
- 竹生観音
- 青山 - 288 m、形が富士山に似ているため、「長門富士」と呼ばれている
- 勝山御殿跡 - 江戸時代末期長府藩（毛利支藩の一つ）が築いた居館の跡。建物の一部は覚苑寺に移築。
- 四王司山 - 392 m、四王司神社の祠に毘沙門天が祭られ、正月の“初寅まいり”は賑わう
- 山口県立長府高等学校
- 覚苑寺（長府毛利家の菩提寺。長門鋳銭所跡がある）
- 乃木神社（乃木希典夫妻を祀っている神社。旧宅と資料館がある）
- 下関市立長府図書館
- 忌宮神社
- 城下町長府の街並み